# Hillcrest Heights (Florida)
Hillcrest Heights ist eine Stadt im Polk County im US-Bundesstaat Florida.  Das U.S. Census Bureau hat bei der Volkszählung 2020 eine Einwohnerzahl von 243 ermittelt.

## Geographie
Hillcrest Heights liegt rund 35 km östlich von Bartow sowie etwa 80 km südlich von Orlando. Die Stadt liegt am Ostufer des Crooked Lake.

## Demographische Daten
Laut der Volkszählung 2010 verteilten sich die damaligen 254 Einwohner auf 142 Haushalte. Die Bevölkerungsdichte lag bei 508 Einw./km². 96,1 % der Bevölkerung bezeichneten sich als Weiße, 2,8 % als Afroamerikaner und 0,4 % als Indianer. 0,8 % gaben die Angehörigkeit zu einer anderen Ethnie an. 5,9 % der Bevölkerung bestand aus Hispanics oder Latinos.
Im Jahr 2010 lebten in 29,9 % aller Haushalte Kinder unter 18 Jahren sowie 35,1 % aller Haushalte Personen mit mindestens 65 Jahren. 74,2 % der Haushalte waren Familienhaushalte (bestehend aus verheirateten Paaren mit oder ohne Nachkommen bzw. einem Elternteil mit Nachkomme). Die durchschnittliche Größe eines Haushalts lag bei 2,62 Personen und die durchschnittliche Familiengröße bei 2,92 Personen.
25,2 % der Bevölkerung waren jünger als 20 Jahre, 18,1 % waren 20 bis 39 Jahre alt, 32,0 % waren 40 bis 59 Jahre alt und 24,7 % waren mindestens 60 Jahre alt. Das mittlere Alter betrug 44 Jahre. 50,4 % der Bevölkerung waren männlich und 49,6 % weiblich.
Das durchschnittliche Jahreseinkommen lag bei 61.667 $, dabei lebten 7,1 % der Bevölkerung unter der Armutsgrenze.
Im Jahr 2000 war Englisch die Muttersprache von 93,88 % der Bevölkerung und Spanisch sprachen 6,12 %.

## Verkehr
Hillcrest Heights wird von der Florida State Road 17 tangiert. Der nächste Flughafen ist der Orlando International Airport (rund 95 km nordöstlich).